# Couepia rufa
Couepia rufa är en tvåhjärtbladig växtart som beskrevs av Adolpho Ducke. Couepia rufa ingår i släktet Couepia och familjen Chrysobalanaceae. Inga underarter finns listade i Catalogue of Life.